# Dzsiroft
Dzsiroft (vagy Jiroft, perzsa nyelven جیرفت) egy város Irán déli részén, Kermán tartományban, a tartomány központja.

## Fekvése
Teherántól 1375 km-rel délre, Kermán városától 230 km-el délre fekvő település.

## Leírása

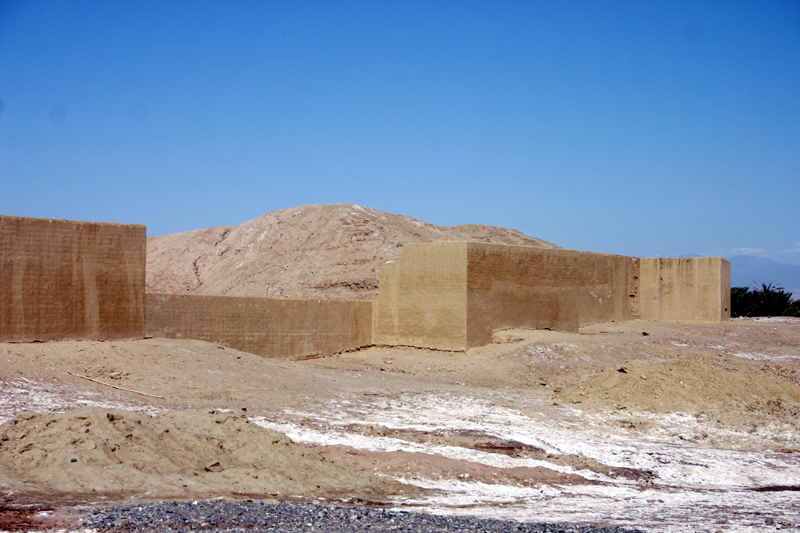

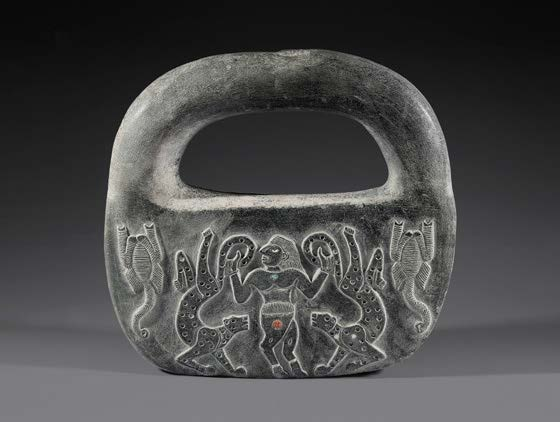

A nyáron nagyon forró, télen mérsékelt éghajlatú Dzsiroft városa 650 m. tengerszint feletti magasságban fekszik. Kermán tartomány déli része egészen a Hormuzi-szorosig Dzsiroft ellenőrzése alá tartozott. A város a hegyekből dél felé futó, a sós mocsárvidéken elenyésző Halil-folyó mentén épült fel, amit gyors folyása miatt a középkorban Dévrúd (Démon-folyó) néven ismertek. A város az al-Mízán vagy Mídzsán néven ismert, igen termékeny vidéken terült el, és híres volt indigó-, kardamom-, cukornád és mazsolalé- (dúsáb-)termeléséről, továbbá fontos kereskedelmi központja volt a szisztáni, horászáni és indiai kereskedelemnek. A közelben dinnyét és nárciszt termeltek, amiből illatszereket állítottak elő, Dzsirofttól északnyugatra, a hegyekben pedig ezüstöt termeltek. A 13. században a mongolok végigpusztították a térséget, ami sokáig jelentőségét vesztette, a 20. század elején is csak a romjai álltak.

## Régészet
Dzsiroft közelében, a mai várostól mindössze kb. 1 km-rel a régészek egy ősi város maradványait fedezték fel vélhetőleg az i.e. 3200-3000 időkből. A Halil folyó áradása következtében fellazult és elmosódott talajréteg egy temetkezési helyet tárt fel, mely a sírok mellett kerámiákat, ékszereket, használati eszközöket is tartalmazott. 
Bizonyos szakemberek a feltárt leletekből azt a következtetést vonták le, hogy a Dzsiroft civilizáció akár olyan hatalmas is lehetett, mint az ókori mezopotámiai kultúra.
A felfedezés és a hivatalos feltárás között több év telt el. Az első hivatalos feltárás egy iráni régész, Yusef Majidzadeh által 2003-ban vette kezdetét. Azonban őt megelőzték az első felfedezők, fosztogatók és régiségkereskedők, akik rengeteg leletet loptak el, mely később több hitelesítéssel kapcsolatos problémát idézett elő. Azt sem lehet pontosan tudni, mikor kezdődött a fosztogatás. Egy iráni tudós 2003 júniusában arról tájékoztatott, hogy járt egy temetői helyszínen Dzsiroft területén, miközben még mindig néhány száz ember volt elfoglalva illegális ásatásokkal. Hamarosan az ország több területén találtak vélhetően a területről eltűnt leleteket. Ez azt is jelentette, hogy az adott tárgy korát és eredeti lelőhelyét már valószínűleg sosem lehet kideríteni. 
Majidzadeh elmélete szerint Dzsiroft nem más, mint az ókori Aratta városa, amelyet virágzó civilizációként festenek le a sumer agyagfeliratok. Ezt az állítást azonban Oscar White Muscarella amerikai régész vitatja. Rengeteg lelet került elő később Irán különböző területeiről, mely feltehetőleg a dzsirofti lelőhelyről tűnhetett el, azonban a hitelesítésük felületes volt és több tárgynál is feltételezhető, hogy sem származási hely, esetleg az idő nem stimmel. Nehéz meghatározni, hogy mi eredeti, és mi nem. Mivel rengeteg utólag elkobzott tárgy van, melynél a kor és terület stílusjegyei gyakran nem egyeznek, sőt az egészen egyedülálló leletek még inkább felvetik a kérdést, hogy vajon eredeti „dzsirofti”-e. 
Az állítás, mely szerint i.e. 3000-nél is régebbről származnak a leletek feltételekkel kell kezelni. Oscar White szerint, amivel itt valójában szemben állunk az az, hogy a korai, rögzítetlen kronológiát nem régészeti érvelések, hanem öncélú következtetések teremtették a dzsirofti civilizációról.

## Galéria

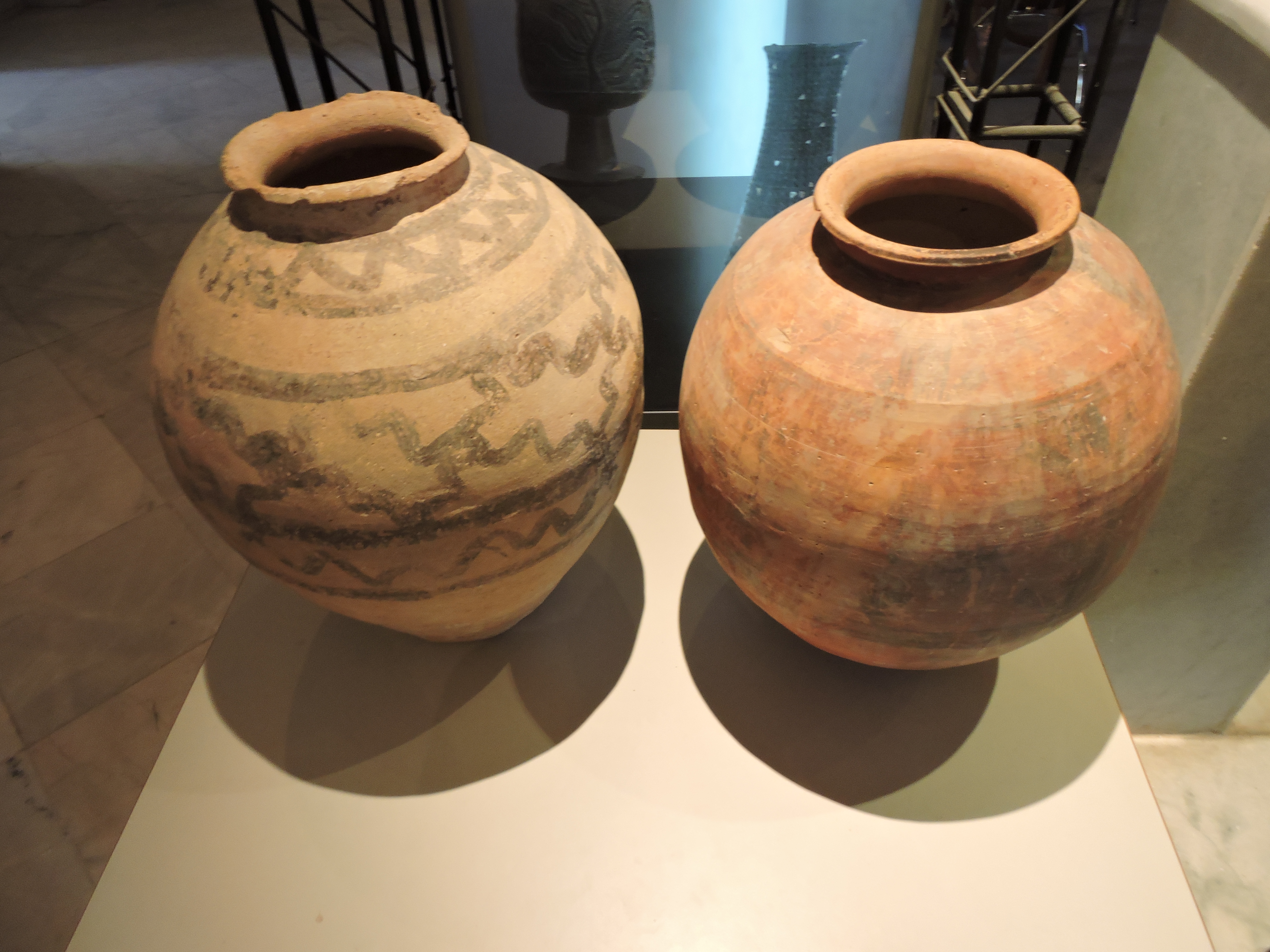
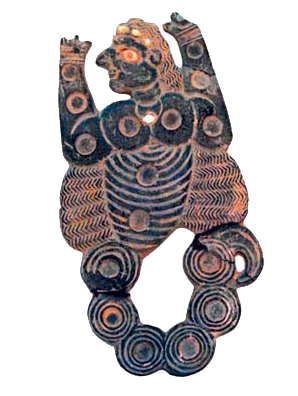
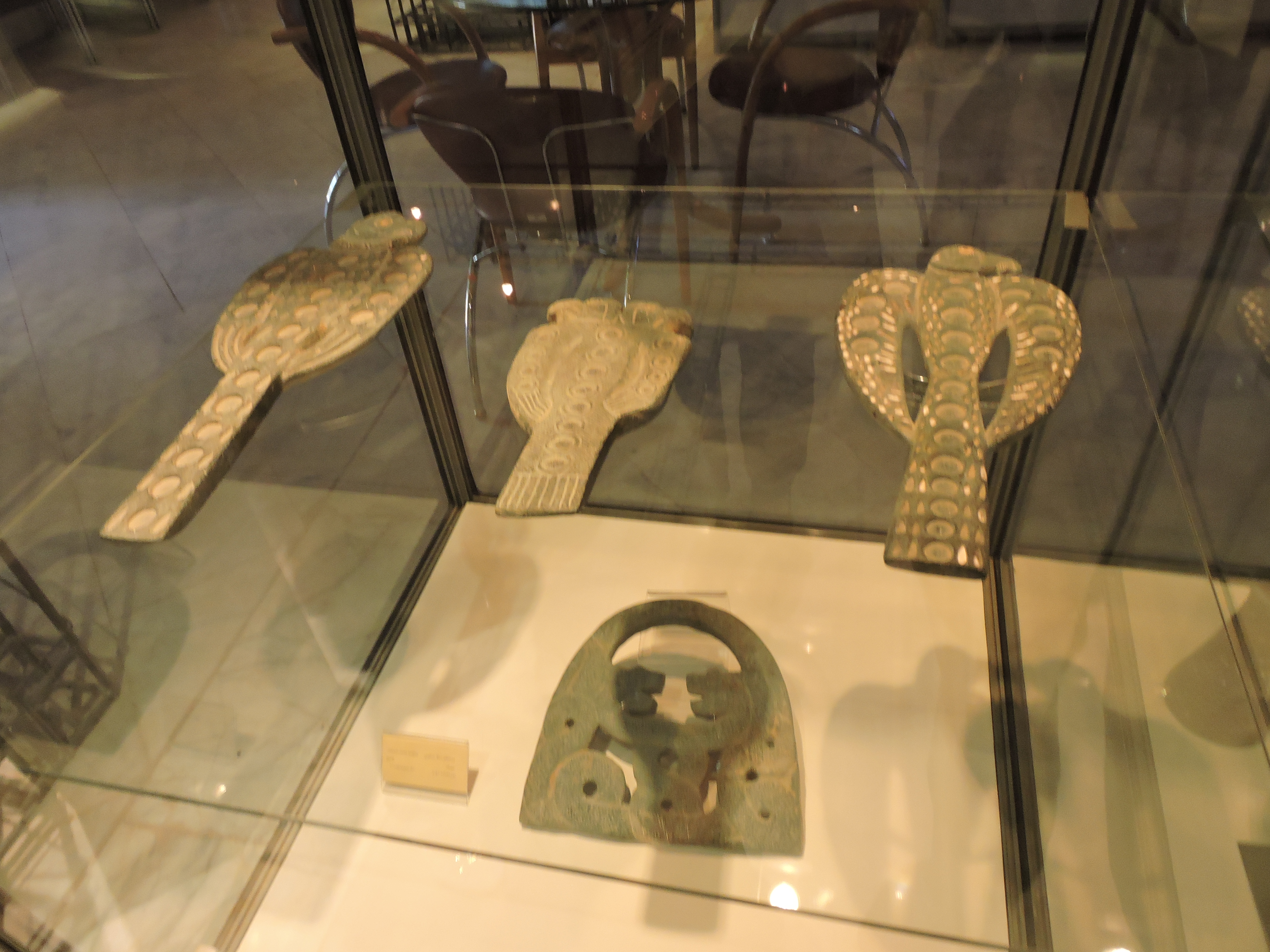
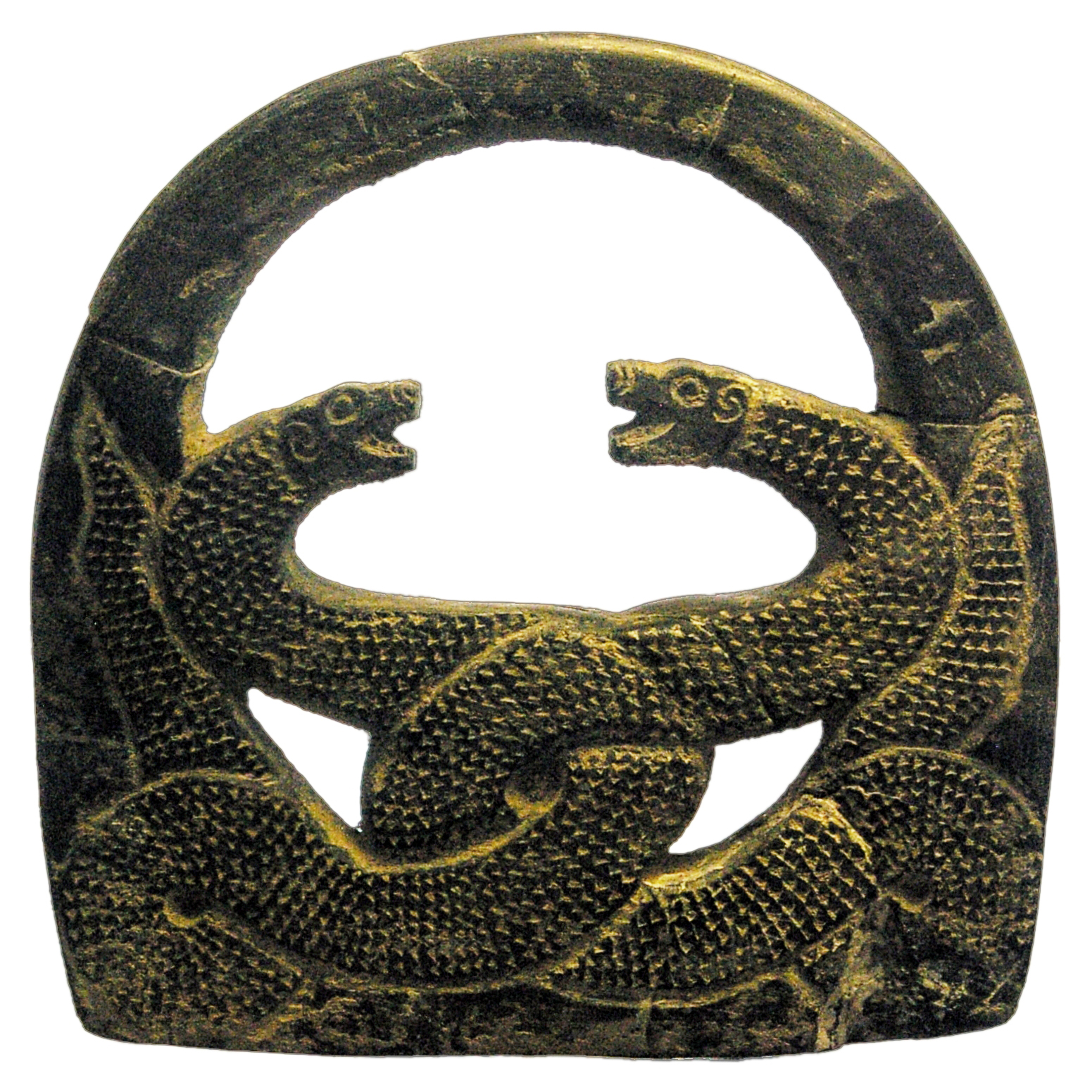
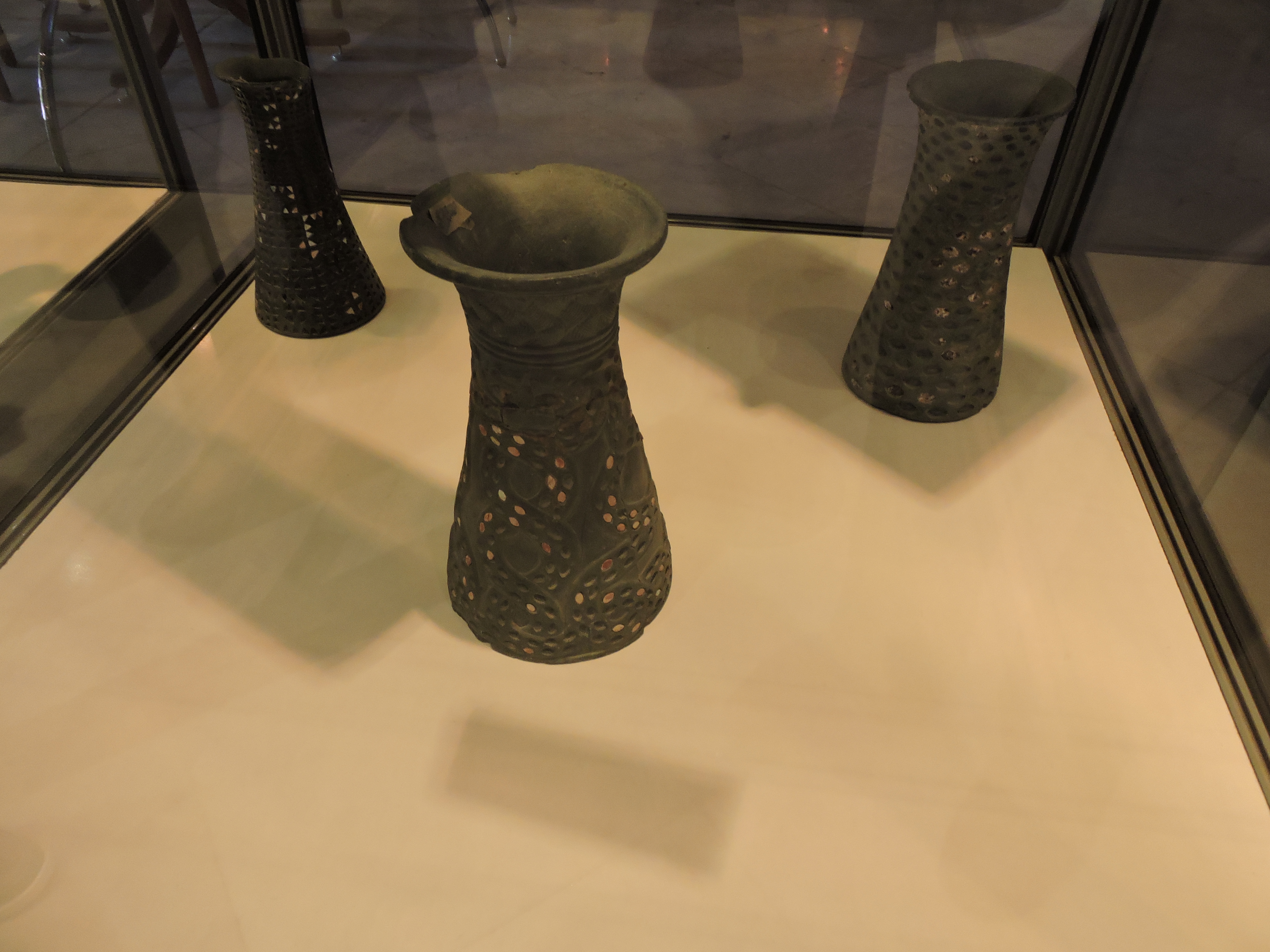
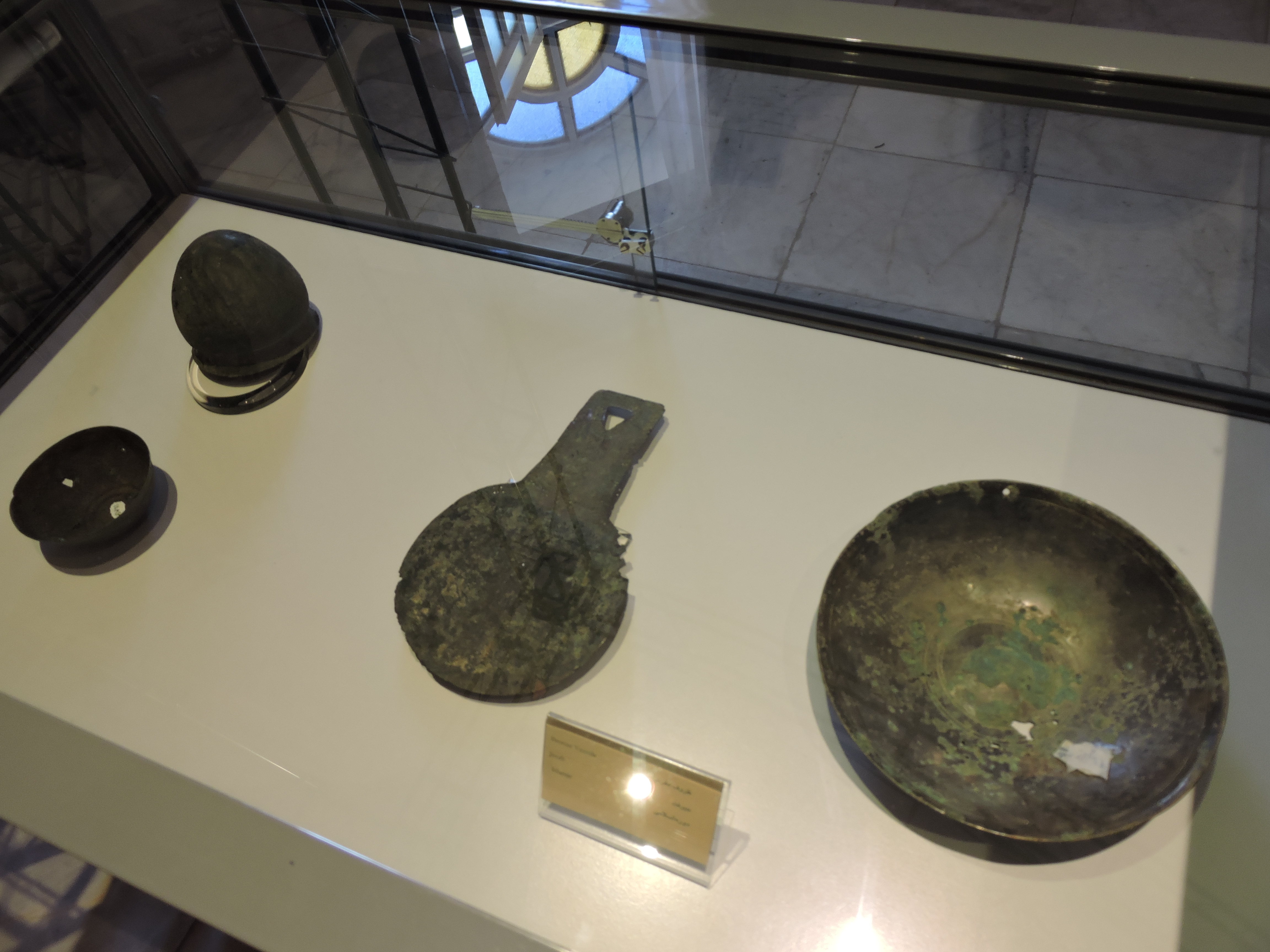
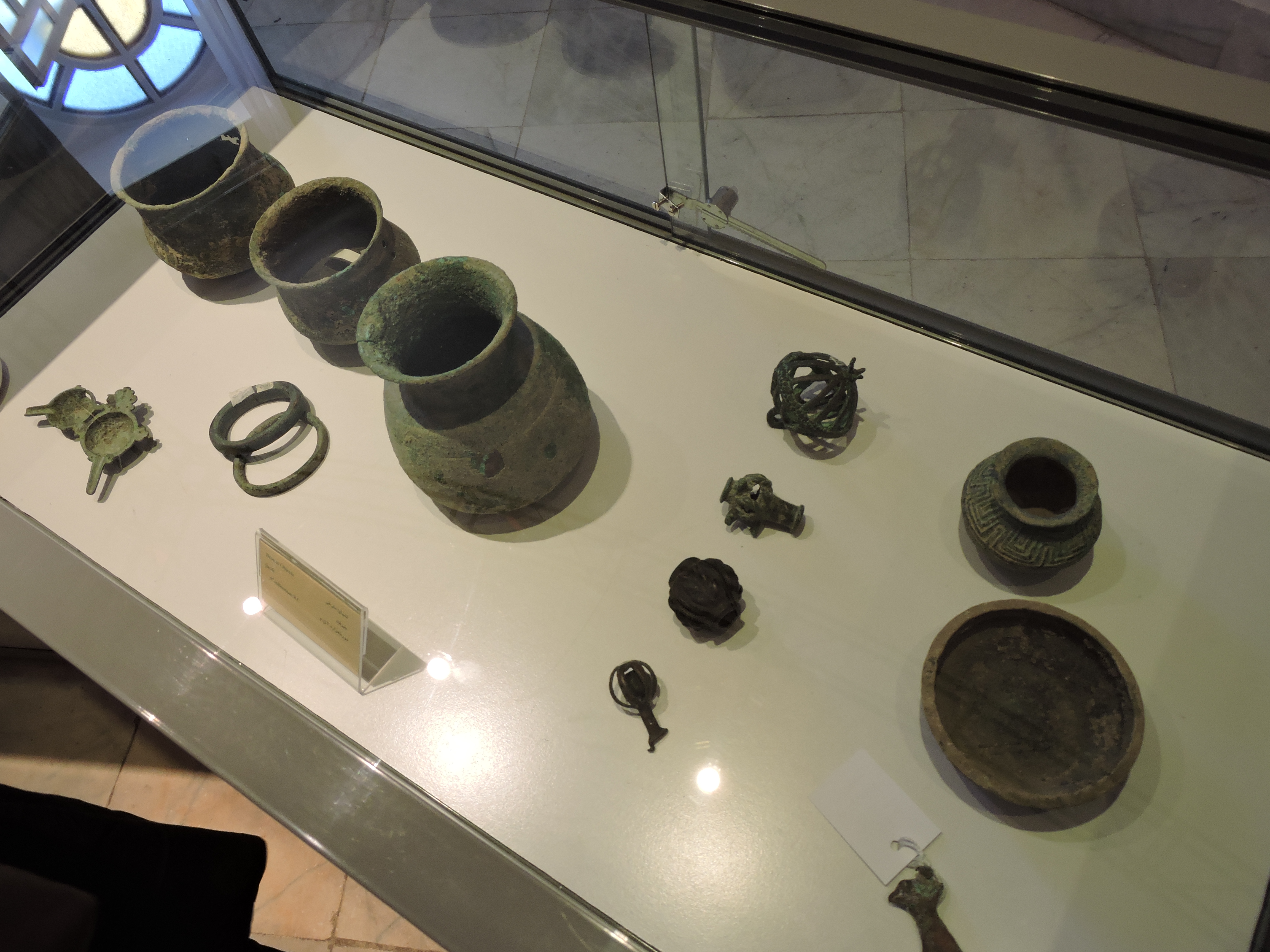
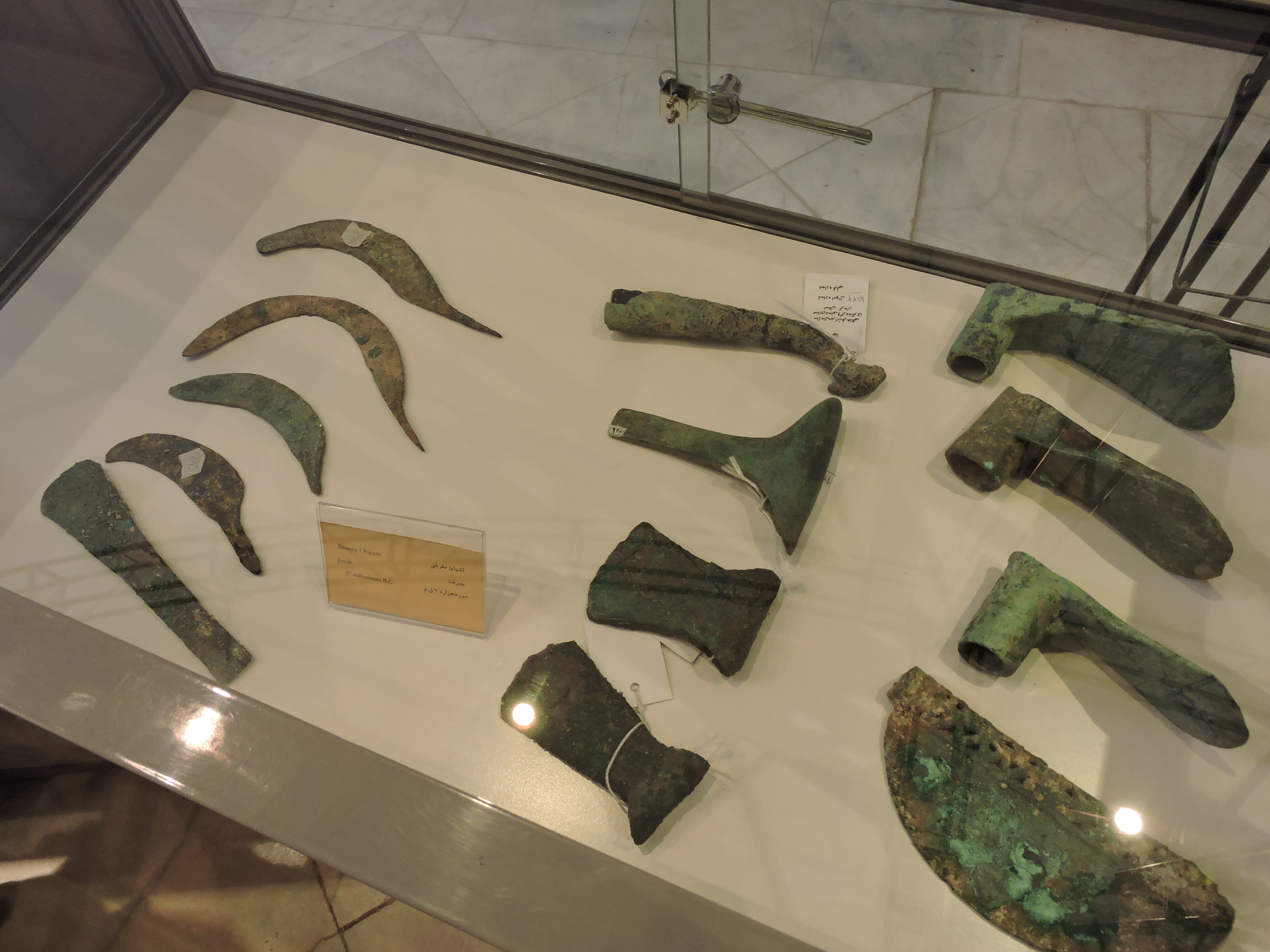
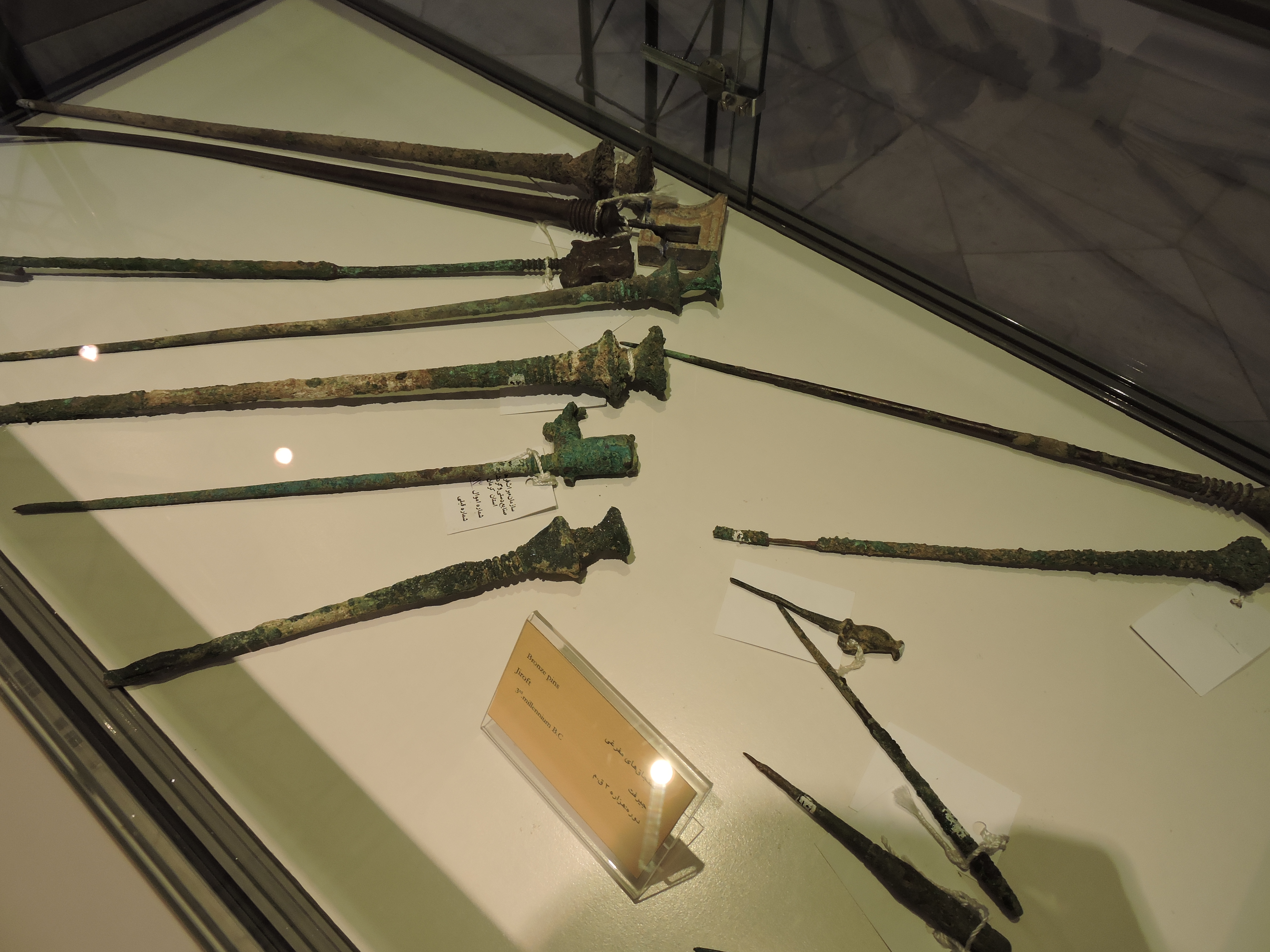
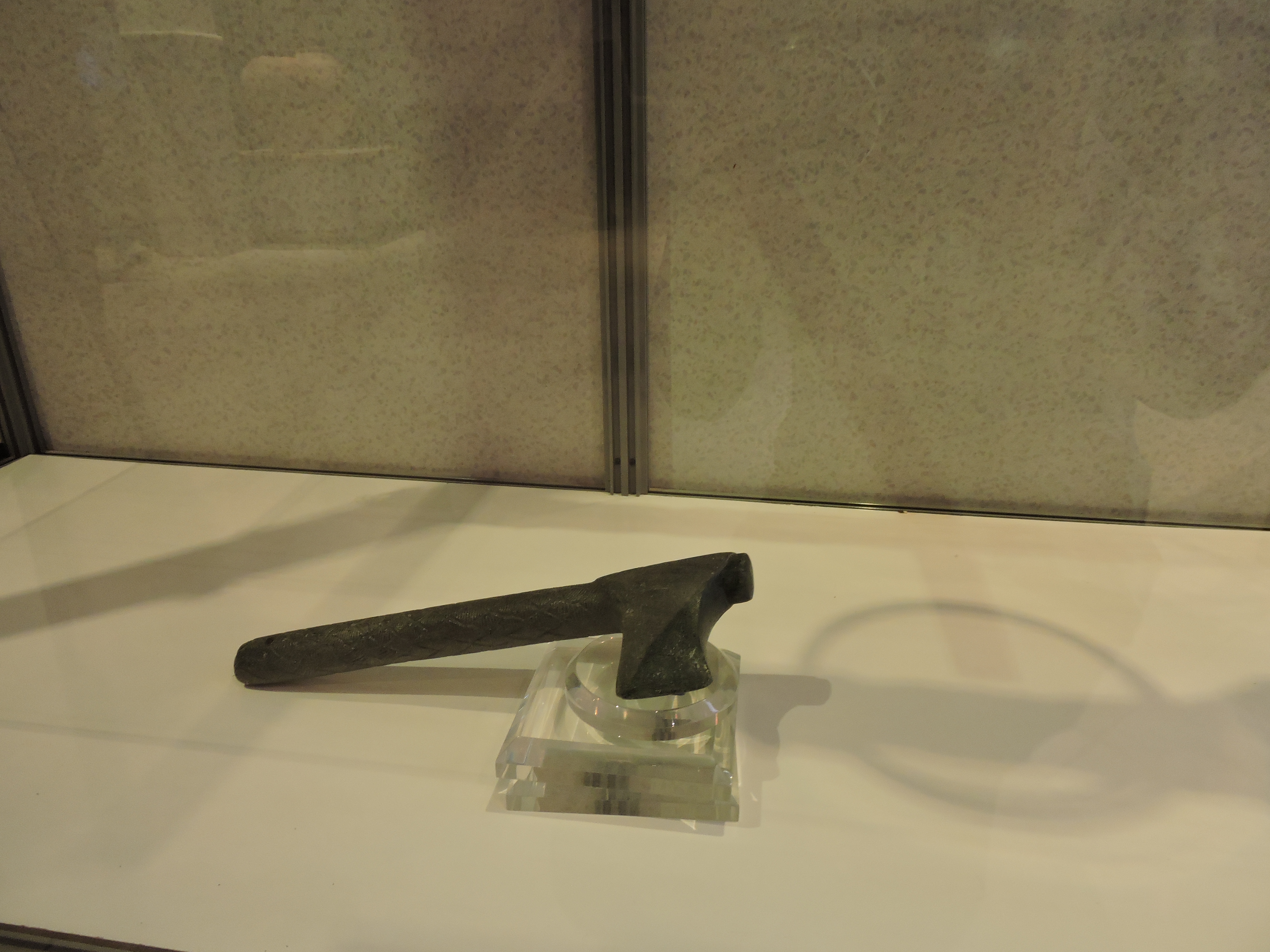